# William Greer
William "Bill" Greer, född 22 september 1909 i Stewartstown, County Tyrone, Nordirland, död 23 februari 1985 i Waynesville, North Carolina, var en amerikansk Secret Service-agent. Han är känd för att ha varit president John F. Kennedys chaufför, bland annat vid besöket i Dallas den 22 november 1963 då Kennedy mördades.

## Dallas den 22 november 1963
Den 22 november 1963 besökte John F. Kennedy med sin hustru Jacqueline Dallas. Bilkortegen med presidentens limousin svängde klockan 12.29 in på Dealey Plaza. Samma klockslag avfyrades det första skottet, vilket missade sitt mål. Minuten därpå, klockan 12.30, avfyrades det andra och tredje, dödliga, skottet. Greer, som inte hade någon särskild träning i manöverkörning, bromsade kortvarigt efter första skottet och inväntade order från sin överordnade Roy Kellerman, chef för Secret Services Vita huset-enhet, som satt i limousinens främre passagerarsäte. Kellerman skrek till Greer: "Let's get out of here! We are hit!" På cirka fyra minuter körde Greer presidentlimousinen, tidvis i nära 140 kilometer i timmen, och ankom klockan 12.35 till Parkland Hospital, beläget sex kilometer från Dealey Plaza.

## Efterspel
Greer fick efter mordet på Kennedy kritik för att inte ha reagerat tillräckligt snabbt och omedelbart accelererat limousinen.